# Philisca
Philisca là một chi nhện trong họ Anyphaenidae.